# Nights of the Dead: Legacy of the Beast: Live in Mexico City
Nights of the Dead: Legacy of the Beast: Live in Mexico City är ett livealbum av det engelska heavy metal-bandet Iron Maiden. Albumet spelades in på Palacio De Los Deportes i Mexico City den 27, 29 och 30 september 2019 under Legacy of The Beast Tour. 

## Låtlista

### Cd 1
1. Churchill's Speech (Churchill)
2. Aces High (Harris)
3. Where Eagles Dare (Harris)
4. 2 Minutes to Midnight (Smith, Dickinson)
5. The Clansman (Harris)
6. The Trooper (Harris)
7. Revelations (Dickinson)
8. For the Greater Good of God (Harris)
9. The Wicker Man (Smith/Harris/Dickinson)

### Cd 2
1. Sign of the Cross (Harris)
2. Flight of Icarus (Smith/Dickinson)
3. Fear of the Dark (Harris)
4. The Number of the Beast (Harris)
5. Iron Maiden (Harris)
6. The Evil That Men Do (Smith/Harris/Dickinson)
7. Hallowed Be Thy Name (Harris)
8. Run to the Hills (Harris)

## Banduppsättning
- Steve Harris - bas
- Bruce Dickinson sång
- Dave Murray - gitarr
- Adrian Smith - gitarr
- Janick Gers - gitarr
- Nicko McBrain - trummor